# Klimaatcrisis

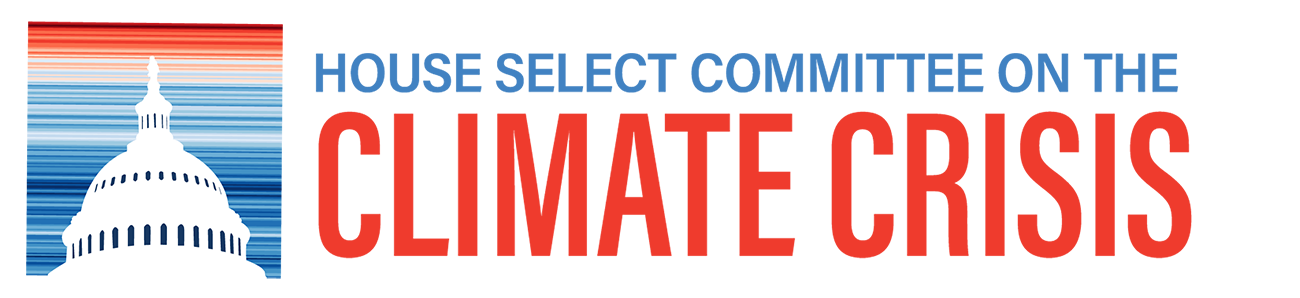
Logo van de 'Climate Crisis-commissie van het Amerikaanse congres (opgericht op 9 januari 2019).

Klimaatcrisis is een term die wordt gebruikt om de ecologische, politieke en maatschappelijke crisis te beschrijven die verband houdt met de door de mens veroorzaakte opwarming van de aarde. De term wordt steeds vaker gebruikt in het publieke discours in plaats van de onschuldiger klinkende termen zoals klimaatverandering om de omvang en urgentie van de gevolgen van de opwarming van de aarde te benadrukken.
In 2020 schreven meer dan 11 duizend wetenschappers in een verklaring dat "de klimaatcrisis is aangebroken" en "een enorme schaalvergroting van de inspanningen om onze biosfeer te behouden nodig is om onnoemelijk lijden als gevolg van de klimaatcrisis te voorkomen." Een onderzoek liet zien dat de term een sterke emotionele reactie en een gevoel van urgentie oproept, anderen waarschuwen dat de term contraproductief kan werken.

## Wetenschappelijke basis
In een verklaring van november 2019, gepubliceerd in het januarinummer van het wetenschappelijke tijdschrift BioScience, voerde een groep van meer dan 11.000 wetenschappers aan dat het gepast was om de opwarming van de aarde te omschrijven als een klimaatnoodsituatie of klimaatcrisis. De wetenschappers verklaarden dat er een "enorme schaalvergroting" nodig is om de biosfeer te behouden, maar merkten "zeer verontrustende signalen" op, waaronder een aanhoudende toename van de veestapel, de vleesproductie, ontbossing, het gebruik van fossiele brandstoffen, vliegverkeer en CO2-uitstoot, terwijl klimaateffecten zoals stijgende temperaturen, wereldwijd smeltend ijs en extreem weer toenemen.
Tevens in november 2019 concludeerde een artikel gepubliceerd in Nature dat bewijs voor kantelpunten in het klimaat betekent dat "we ons in een staat van planetaire noodtoestand bevinden." Hier worden noodsituaties gedefinieerd als een product van risico en urgentie, waarbij beide factoren als "acuut" worden beoordeeld. In het Nature-artikel werd verwezen naar recente rapporten van het IPCC (2018, 2019) waarin werd gesteld dat individuele kantelpunten al tussen de 1 en 2 °C opwarming kunnen worden overschreden (de huidige opwarming is ruim 1 °C), met bij verdere opwarming het gevaar een domino-effect van wereldwijde kantelpunten te veroorzaken.
In een update uit 2021 van de World Scientists' Warning to Humanity meldden wetenschappers dat het bewijs zich opstapelt voor naderende of gepasseerde kantelpunten van belangrijke elementen in het systeem aarde, dat 1990 rechtsgebieden formeel een noodtoestand voor het klimaat hebben uitgeroepen, dat frequente en toegankelijke updates over de klimaatcrisis of klimaatnoodsituatie nodig zijn, dat het "groene herstel" na COVID-19 onvoldoende is geweest en dat er structurele systeemveranderingen nodig zijn.

## Definities
Pierre Mukheibir, hoogleraar Water Futures aan de University of Technology Sydney, stelt dat de term crisis in de context van klimaatverandering "een cruciaal of beslissend punt of een situatie is dat tot een kantelpunt zou kunnen leiden", met betrekking op een "buitengewone omstandigheid." Een andere definitie onderscheidt de term van het broeikaseffect en klimaatverandering en definieert de klimaatcrisis als "de verschillende negatieve effecten die klimaatverandering veroorzaakt of dreigt te veroorzaken op onze planeet, vooral wanneer deze effecten een directe impact hebben op de mensheid."

## Gebruik van de term

### Historisch

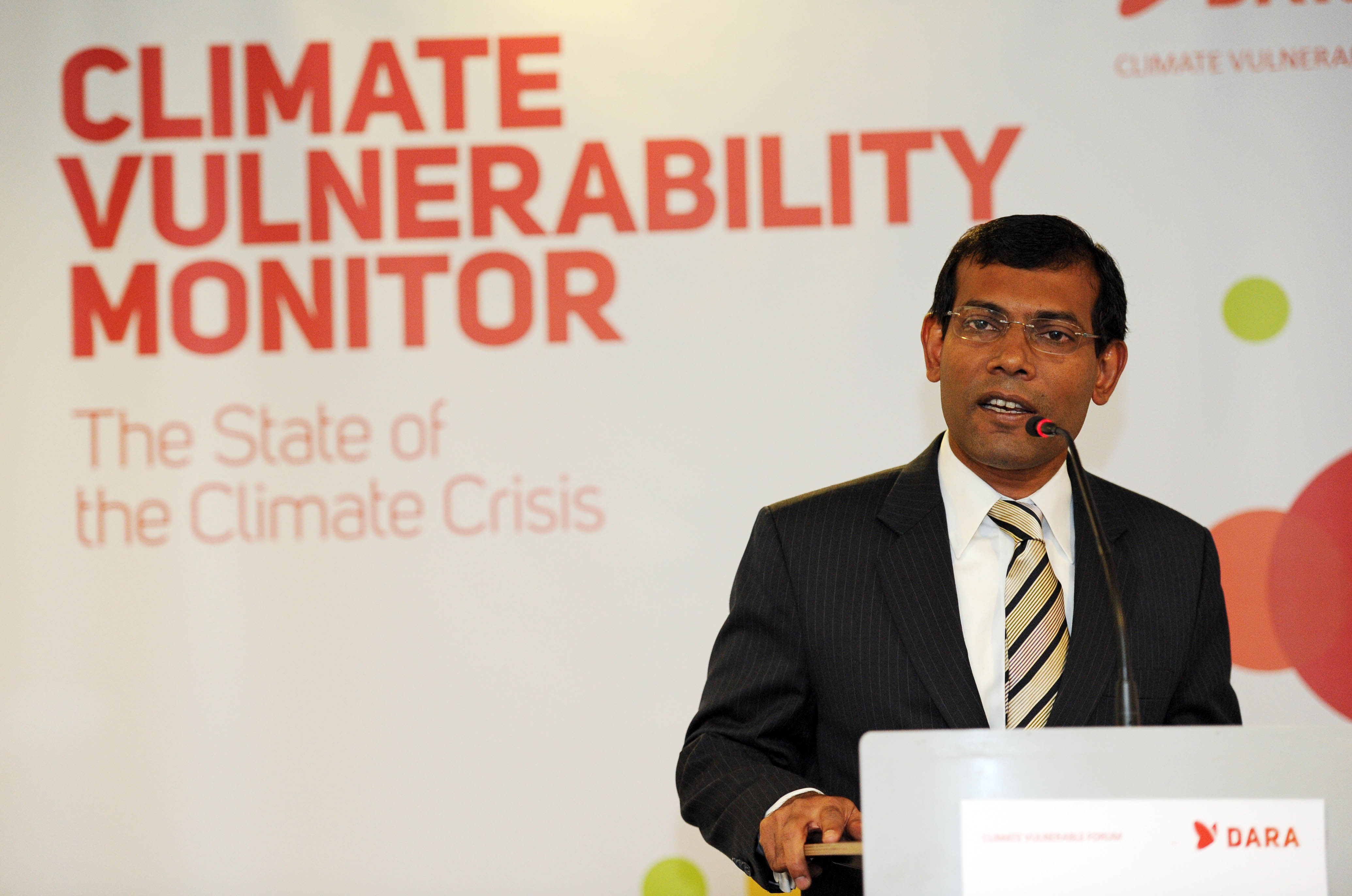
Maldiven President Mohamed Nasheed bij de lancering van de Climate Vulnerability Monitor in 2009, waar de term "klimaatcrisis" werd gebruikt.

De voormalige Amerikaanse vicepresident Al Gore gebruikt sinds de jaren tachtig crisisterminologie, en de term werd geformaliseerd door de Climate Crisis Coalition (opgericht in 2004).
Een rapport uit 1990 van de American University International Law Review bevat geselecteerde materialen die herhaaldelijk de term "crisis" gebruiken. In dat rapport, "The Cairo Compact: Toward a Concerted World-Wide Response to the Climate Crisis" (21 december 1989), staat dat "alle naties zullen moeten samenwerken op een ongekende schaal. Ze zullen onverwijld moeilijke toezeggingen moeten doen om deze crisis het hoofd te bieden."

### Recent

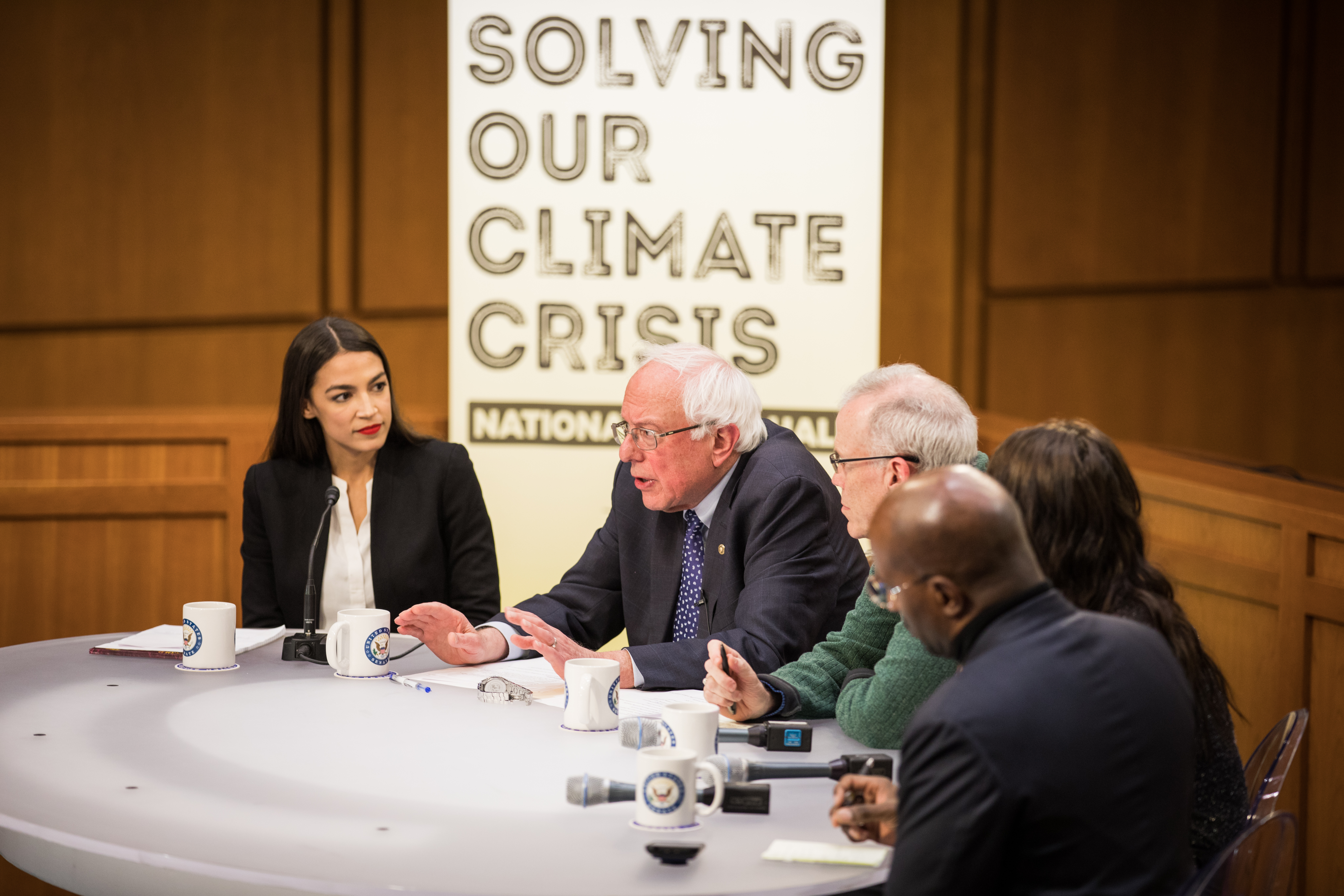
Verkozen Amerikaanse vertegenwoordiger Alexandria Ocasio-Cortez en Amerikaanse senator Bernie Sanders tijdens de Town Hall, "Solving Our Climate Crisis, a National Town Hall" in december 2018

2019 leek een keerpunt te zijn voor het taalgebruik van het klimaat, de toespraak van de secretaris-generaal van de VN tijdens de klimaattop bezigde een nadrukkelijke taal; er was een petitie van nieuwsorganisaties om hun taal te veranderen door Al Gores Climate Reality-project, Greenpeace en de Sunrise Movement; er waren protesten buiten het gebouw van The New York Times om verandering af te dwingen; en in mei 2019 The Guardian kondigde een wijziging in de stijlgids aan.
Nadat VN-secretaris-generaal António Guterres de term klimaatcrisis gebruikte in zijn speech, heeft The Guardian formeel haar stijlgids aangepast om de voorkeur te geven aan "klimaatnoodtoestand, crisis of breakdown" en "verhitting van de aarde." Hoofdredacteur Katharine Viner legde uit: "We willen ervoor zorgen dat we wetenschappelijk nauwkeurig zijn, terwijl we ook duidelijk communiceren met lezers over deze zeer belangrijke kwestie. De uitdrukking 'klimaatverandering' klinkt bijvoorbeeld nogal passief en zachtaardig wanneer wetenschappers het hebben over een catastrofe voor de mensheid." The Guardian werd een leidende partner in Covering Climate Now, een initiatief van nieuwsorganisaties die in 2019 zijn opgericht door de Columbia Journalism Review en The Nation om tegemoet te komen aan de behoefte aan sterkere berichtgeving over het klimaat.
In juni 2019 kondigde het Spaanse persbureau EFE aan de term crisis climática (klimaatcrisis) te prefereren, waarbij Grist-journalist Kate Yoder opmerkte dat "deze termen overal opdoken." In november 2019 nam de Hindustan Times de term ook over omdat "klimaatverandering (..) de enorme omvang van de existentiële dreiging niet correct weergeeft". Tevens de Poolse krant Gazeta Wyborcza in Warschau gebruikt de term "klimaatcrisis" in plaats van "klimaatverandering"; de hoofdredacteur van de sectie Gazeta na zielono (groene krant) beschrijft klimaatverandering als een van de belangrijkste onderwerpen die de krant ooit heeft behandeld.
Omgekeerd heeft de Canadian Broadcasting Corporation in juni 2019 haar taalgids bijgewerkt met de tekst "Klimaatcrisis en klimaatnoodsituatie zijn in sommige gevallen OK als synoniemen voor 'klimaatverandering'. Maar ze zijn niet altijd de beste keuze... De 'klimaatcrisis' zou bijvoorbeeld een vleugje belangenbehartiging kunnen bevatten in bepaalde politieke berichtgeving". De update bracht professor journalistiek Sean Holman ertoe te zeggen dat "journalisten op dit moment worden verscheurd door twee concurrerende waarden. De eerste is onze taak om de waarheid te vertellen. We zijn bovenal de professionele waarheidszoekers en waarheidsvertellers van de samenleving. Maar de tweede waarde die we belangrijk vinden, is onbevooroordeeld overkomen, want als we onbevooroordeeld overkomen, zullen mensen geloven dat we de waarheid spreken. Ik denk dat wat hier is gebeurd, is dat grote delen van de samenleving, inclusief hele politieke partijen, regeringen, en kiezersblokken, niet in de waarheid geloven. En dus door de waarheid te vertellen, lijken we voor die individuen bevooroordeeld te zijn."
In juni 2019 werden 70 klimaatactivisten gearresteerd omdat ze demonstreerden buiten de kantoren van The New York Times, waarbij ze er bij de krant op aandrongen de uitdrukkingen "klimaatnoodsituatie" of "klimaatcrisis" over te nemen. De demonstratie maakte deel uit van publieke druk die de gemeenteraad ertoe bracht om van New York de grootste stad maken die formeel een klimaatnoodverklaring goedkeurt.
We kunnen de klimaatcrisis niet oplossen zonder het te behandelen als een crisis. Noch kunnen we iets als een crisis behandelen zonder de noodtoestand te begrijpen.
In november 2019 plaatsten de Oxford Dictionaries 'klimaatcrisis' op hun shortlist voor woord van het jaar 2019, de aanduiding die bedoeld was om termen te herkennen die 'het ethos, de stemming of zorgen van het voorbijgaande jaar weerspiegelen' en die 'duurzaam' zouden moeten zijn. potentieel als een term van culturele betekenis".
In 2022 deed One World een onderzoek naar het woordgebruik van de Nederlandse kranten, en kwam tot de conclusie dat de traditionele termen klimaatverandering en opwarming van de aarde nog het meeste werden gebruiken, waarbij de Telegraaf de term klimaatcrisis nauwelijks gebruikte, en NRC dat het meeste deed.
In februari 2022 diende Extinction Rebellion een klacht in omdat de "NOS onvoldoende aandacht besteedt aan nieuws en actualiteit over de klimaat- en ecologische crisis.” Deze klacht werd in augustus 2022 ongegrond verklaard.

## Alternatieve terminologie

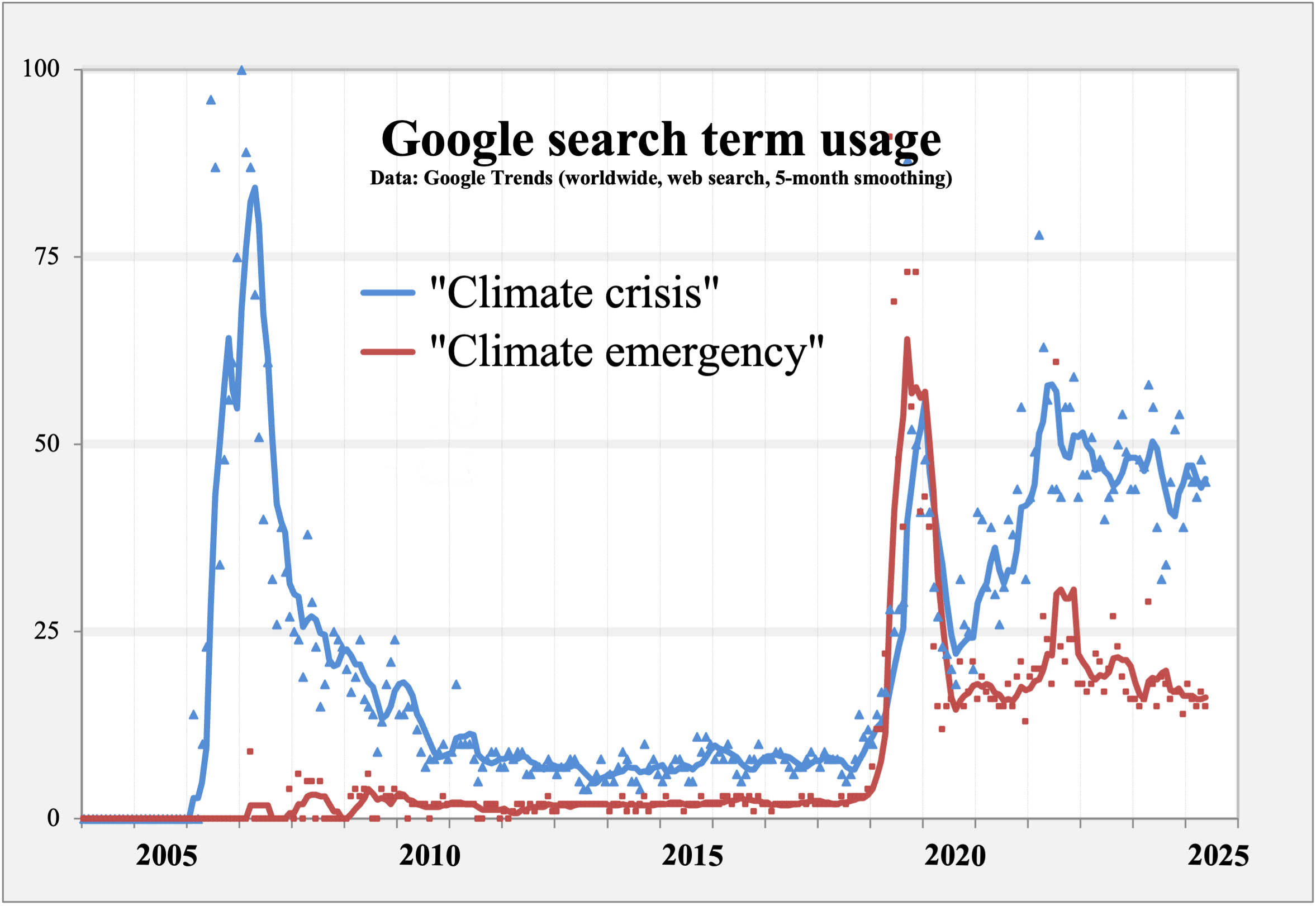
Uit Google-trendgegevens blijkt dat, na de release van Al Gore's film An Inconvenient Truth in 2006, het aantal zoekopdrachten naar de term klimaatcrisis toenam, met een heropleving die eind 2018 begon. Ook grafisch weergegeven: zoekopdrachten naar de term klimaatnoodsituatie.

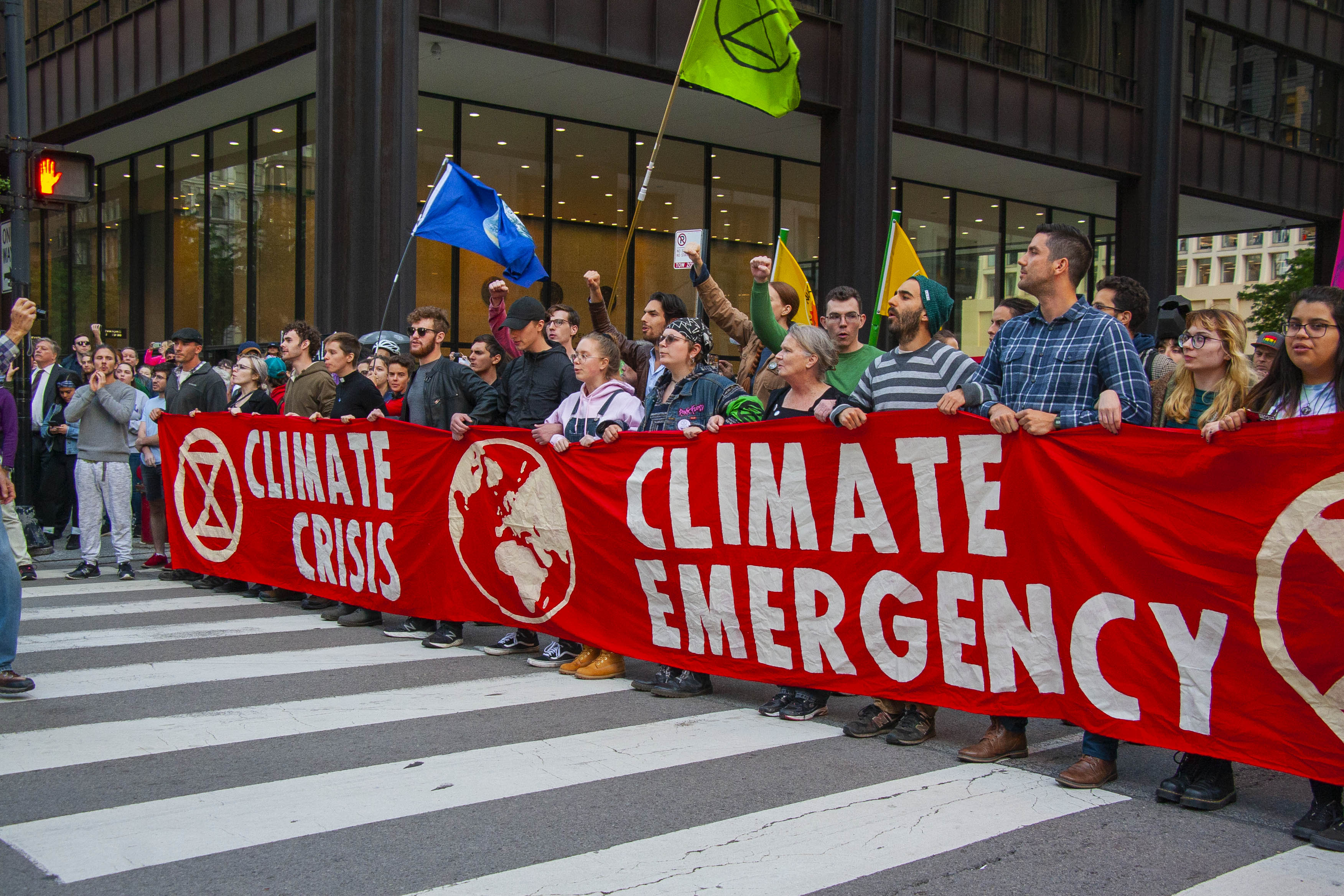
Een voorbeeld van de termen klimaatcrisis en klimaatnoodsituatie die samen worden gebruikt

Klimaatverandering en de gevolgen ervan worden vaak beschreven in verschillende termen die lijken op de klimaatcrisis, zoals:
- "klimaatramp" (onder andere gebruikt door Sigrid Kaag[24])
- "destructie van de planeet"(onder andere gebruikt door Jan Terlouw)[25]
- "klimaatcatastrofe"(Groene Amsterdammer 2022[26])
- "bedreigingen voor aarde"[27]
- "klimaatinstorting" (Van Dale Woord van de Dag 21 december 2018)[28]
- "klimaatchaos" (speech van VN-baas Guterres[29])
- "verhitting van de aarde" (of in het Engels global heating, in opiniestuk van Jelle de Graaf)[30]
- "klimaatnoodtoestand" (uitgeroepen door diverse landen en Nederlandse gemeentes)[31]
- "ecologische ineenstorting", "ecologische crisis" en "ecologische noodsituatie" (door klimaatactiviste Greta Thunberg, 2019)[32]
- "klimaatverwoesting" (One World 2008[33])

## Effectiviteit
Onderzoek heeft aangetoond dat hoe een fenomeen wordt genoemd, of hoe het wordt geframed, "een enorm effect heeft op hoe het publiek dat fenomeen beschouwt" en "een diepgaande invloed kan hebben op de reactie van het publiek". Naast "klimaatcrisis" zijn verschillende andere termen onderzocht op hun effecten op het publiek, waaronder "opwarming van de aarde", "klimaatverandering" en "klimaatverstoring", evenals "vernietiging van het milieu", "weersomstandigheden". destabilisatie", en "instorting van het milieu".
Er is ook kritiek op het gebruik van alarmistische termen. Twee Duitse journalisten gaven aan dat de crisisterminologie foutief suggereert dat klimaatverandering van tijdelijke aard is. Anderen zijn van mening dat het frequente gebruik van crisisterminologie, tot crisismoeheid kan leiden, en zo juist de effectieve reacties op crises verminderen. Al in 2009 wezen sociale wetenschappers Hodder en Martin op meerdere nadelen van de crisisbenaming van het klimaatprobleem. Ten eerste kan het ertoe leiden dat de andere sociale bewegingen worden ondergesneeuwd door de klimaatbeweging. Ten tweede kan het leiden tot een focus op overheidsmaatregelen in plaats van de opbouw van een lange-termijn-burgerbeweging. Ten derde kan het leiden tot een gevoel van machteloosheid bij burgers.